# Cesonium cribellum
Cesonium cribellum är en skalbaggsart som först beskrevs av Jordan 1903.  Cesonium cribellum ingår i släktet Cesonium och familjen långhorningar. Inga underarter finns listade i Catalogue of Life.